# Urraca de Pamplona i Lleó
Urraca Garcés (Navarra, fi s. X–?, primera meitat s. XI) va ser una noble navarresa, reina consort de Lleó.
Nascuda a final de segle X, era filla dels reis Garcia Sanxes II de Pamplona i Ximena. Es va casar entre l'estiu i la tardor de 1023 amb Alfons V de Lleó, un matrimoni vist com una aliança estratègica pel seu germà, Sanç Garcés III, que va obtenir després de diverses negociacions i malgrat l'opinió desfavorable de l'abat Oliva, bisbe de Vic, a qui s'havia consultat a causa de l'alt grau de parentesc dels contraents, tots dos besnéts de Ferran González. El matrimoni degué influir en el canvi d'actitud del comtat de Castella envers el rei navarrès, que potser van veure una maniobra política per envoltar el seu territori a orient i occident. A partir de novembre de 1023, la reina apareix amb el seu marit a la documentació oficial.
A la mort d'Alfons V el 1028, va actuar com a tutora del seu fillastre, Beremund III, que llavors tenia només onze anys. En aquell moment al regne van esclatar diverses revoltes nobiliàries, que la reina hagué d'afrontar i que, finalment, va sufocar, com la del comte Oveco Rudesíndiz, al qual se li va reclamar el territori de Lugo i després fou donat a la catedral de la ciutat. Es desconeix el moment exacte de la seva mort, fins a 1035 va continuar titulant-se reina de Lleó, però el febrer del mateix Beremund III estava casat amb Ximena Sanxes i el paper de la reina mare queda eclipsat.